# Landtagswahlkreis Rhein-Kreis Neuss II
Der Landtagswahlkreis 45 Rhein-Kreis Neuss II ist ein Landtagswahlkreis in Nordrhein-Westfalen. Er umfasst die Gemeinden Dormagen, Grevenbroich und Rommerskirchen sowie (seit 2022) die Kommunalwahlbezirke 14.1 bis 17.1 der Gemeinde Jüchen im Rhein-Kreis Neuss.
Mit der Landtagswahl 2005 wurde der Wahlkreis neu zugeschnitten. Zuvor umfasste der Wahlkreis Neuss II die Stadt Dormagen und den Süden der Stadt Neuss. Grevenbroich und Rommerskirchen gehörten zum Wahlkreis Neuss III.

## Landtagswahl 2022
| Direktkandidat    | Erststimmen in % | Partei     | Zweitstimmen in % |
| ----------------- | ---------------- | ---------- | ----------------- |
| Birgit Burdag     | 26,96            | SPD        | 25,17             |
| Heike Troles      | 42,54            | CDU        | 44,96             |
| Dirk Schimanski   | 13,11            | GRÜNE      | 13,68             |
| Markus Schumacher | 6,41             | FDP        | 7,04              |
| Stefan Hrdy       | 4,98             | AfD        | 5,34              |
| Michael Schnabel  | 2,03             | DIE PARTEI |                   |
| Sonstige          | 3,97             | Sonstige   | 7,82              |

Heike Troles konnte das Landtagsmandat mit 42,54 % der Erststimmen verteidigen.

## Landtagswahl 2017
Wahlberechtigt zur Landtagswahl 2012 waren 105.281 Einwohner des Wahlkreises. Die Wahlbeteiligung lag bei 66,0 %.
| Direktkandidat         | Erststimmen in % | Partei   | Zweitstimmen in % |
| ---------------------- | ---------------- | -------- | ----------------- |
| Rainer Thiel           | 33,8             | SPD      | 29,5              |
| Heike Troles           | 42,2             | CDU      | 35,9              |
| Hans Christian Markert | 4,0              | GRÜNE    | 4,3               |
| Karl Heinz Meyer       | 8,4              | FDP      | 14,3              |
| Joachim Paul           | 1,9              | PIRATEN  | 1,1               |
| Anne Rappard           | 3,0              | LINKE    | 3,2               |
| Jürgen Heuchling       | 5,7              | AfD      | 7,7               |
| Sonstige               | 1,0              | Sonstige | 4,0               |

Den Wahlkreis vertritt erstmals die direkt gewählte Abgeordnete Heike Troles (CDU), die das Direktmandat nach fünf Jahren von der SPD zurückgewinnen konnte. Der bisherige Wahlkreisabgeordnete Rainer Thiel (CDU) und der Grünen-Kandidat Hans-Christian Markert schieden aus dem Landtag aus, da ihr Platz auf der jeweiligen Landesliste ihrer Partei nicht zog. Der Pirat Joachim Paul verlor sein Mandat, da seine Partei an der 5-%-Hürde scheiterte.

## Landtagswahl 2012
Wahlberechtigt zur Landtagswahl 2012 waren 104.046 Einwohner des Wahlkreises. Die Wahlbeteiligung lag bei 60,6 %.
| Direktkandidat  | Erststimmen in % | Partei   | Zweitstimmen in % |
| --------------- | ---------------- | -------- | ----------------- |
| Wiljo Wimmer    | 37,4             | CDU      | 29,7              |
| Rainer Thiel    | 39,7             | SPD      | 37,1              |
| Martin Knoke    | 6,2              | GRÜNE    | 7,9               |
| Peter Cremerius | 6,1              | FDP      | 9,8               |
| Oliver Schulz   | 2,0              | LINKE    | 1,7               |
| Rafael Kazior   | 8,6              | PIRATEN  | 8,3               |
| -               | -                | Sonstige | 5,5               |

## Landtagswahl 2010
Wahlberechtigt zur Landtagswahl 2010 waren 104.018 Einwohner des Wahlkreises. Die Wahlbeteiligung lag bei 59,7 %.
| Direktkandidat       | Erststimmen in % | Partei   | Zweitstimmen in % |
| -------------------- | ---------------- | -------- | ----------------- |
| Wiljo Wimmer         | 43,8             | CDU      | 39,7              |
| Edmund Feuster       | 34,6             | SPD      | 30,8              |
| Manuel Weuffen       | 6,3              | GRÜNE    | 8,8               |
| Uwe Schmitz          | 4,6              | FDP      | 7,4               |
| Knut Freitag         | 3,8              | LINKE    | 4,1               |
| Maria Hartmann       | 0,9              | Familie  | 0,7               |
| Adolf Robert Pamatat | 1,3              | ZENTRUM  | 1,1               |
| Rafael Kazior        | 1,4              | PIRATEN  | 1,4               |
| Daniel Mike Schöppe  | 3,2              | pro NRW  | 3,1               |
| -                    | -                | Sonstige | 2,6               |

## Landtagswahl 2005
Wahlberechtigt zur Landtagswahl 2005 waren 103.306 Einwohner des Wahlkreises. Die Wahlbeteiligung lag bei 63,6 %.
| Direktkandidat       | Partei  | Stimmen in % | Stimmen |
| -------------------- | ------- | ------------ | ------- |
| Edmund Feuster       | SPD     | 35,2         | 22.817  |
| Karl Kress           | CDU     | 49,5         | 32.070  |
| Rudolf Wolf          | FDP     | 6,4          | 4.132   |
| Ingo Kolmorgen       | GRÜNE   | 3,6          | 2.334   |
| Daniel Schöppe       | REP     | 0,8          | 499     |
| Elhakam Sukhni       | PDS     | 0,5          | 303     |
| Rene Rosenbaum       | NPD     | 1,3          | 828     |
| Thomas Kern          | WASG    | 1,7          | 1.115   |
| Adolf Robert Pamatat | ZENTRUM | 1,0          | 669     |

## Wahlkreissieger
| Jahr | Wahlkreisname           | Direktmandat     | Partei |
| ---- | ----------------------- | ---------------- | ------ |
| 1947 | 28 Grevenbroich-West    | Leopold Walraf   | CDU    |
| 1950 | 28 Grevenbroich-West    | Leopold Walraf   | CDU    |
| 1954 | 28 Grevenbroich-West    | Georg Budke      | CDU    |
| 1958 | 28 Grevenbroich-West    | Peter Giesen     | CDU    |
| 1962 | 28 Grevenbroich-West    | Peter Giesen     | CDU    |
| 1966 | 30 Grevenbroich II      | Peter Giesen     | CDU    |
| 1970 | 30 Grevenbroich II      | Peter Giesen     | CDU    |
| 1975 | 30 Grevenbroich II      | Peter Giesen     | CDU    |
| 1980 | 52 Neuss III            | Peter Daners     | CDU    |
| 1985 | 52 Neuss III            | Erich Heckelmann | SPD    |
| 1990 | 52 Neuss III            | Erich Heckelmann | SPD    |
| 1995 | 52 Neuss III            | Erich Heckelmann | SPD    |
| 2000 | 52 Neuss III            | Edmund Feuster   | SPD    |
| 2005 | 45 Rhein-Kreis Neuss II | Karl Kress       | CDU    |
| 2010 | 45 Rhein-Kreis Neuss II | Wiljo Wimmer     | CDU    |
| 2012 | 45 Rhein-Kreis Neuss II | Rainer Thiel     | SPD    |
| 2017 | 45 Rhein-Kreis Neuss II | Heike Troles     | CDU    |
| 2022 | 45 Rhein-Kreis Neuss II | Heike Troles     | CDU    |